# Halepadder

## Klassifikation
- Orden Halepadder Caudata Urodela
  - Underorden Cryptobranchoidea
    - Kæmpesalamandre Cryptobranchidae
    - Hynobiidae (Sibirisk salamander...)

  - Underorden Salamandroidea
    - Axolotler Ambystomatidae (Axolotl...)
    - Ålepadder Amphiumidae (Amphiuma "Congo Eels")
    - Dicamptodontidae
    - Lungeløse salamandre Plethodontidae
    - Hulepadder Proteidae ("Mudpuppy og Waterdogs")
    - Rhyacotritonidae (Torrent salamander)
    - Salamandre Salamandridae (lille vandsalamander, stor vandsalamander...)

  - Underorden Sirenoidea
    - Armpadder Sirenidae (Siren reticulata leopardål)